# L'arcobaleno
L'arcobaleno è una canzone di Adriano Celentano, scritta per la parte letteraria da Mogol su musica di Gianni Bella, inclusa nell'album Io non so parlar d'amore, pubblicato nel 1999.
Il brano è dedicato al musicista Lucio Battisti, morto quattro mesi prima dell'uscita dell'album (il 9 settembre 1998). Il testo della canzone è infatti un discorso in prima persona, rivolto ad un amico ("io son partito poi così d'improvviso che non ho avuto il tempo di salutare").
Celentano registrò la canzone in casa sua a notte fonda e decise di inserirla nell'album senza reinciderla.
Il brano contribuì grandemente al successo dell'album di Adriano Celentano Io non so parlar d'amore, che vendette oltre due milioni di copie.
L’arcobaleno simboleggia amicizia e affetti intimi, oltre che ad essere simbolicamente un'unione tra l’aldilà e il mondo terreno.

## Il caso
La canzone fu al centro di una leggenda metropolitana che voleva il testo scritto nientemeno che dallo spirito del defunto Battisti che si sarebbe messo in contatto con Paola Guidelli, una sedicente medium italiana residente in Spagna, la quale affermò che Battisti l'aveva contattata e che l'aveva spinta a cercare un libro in un negozio (Más allá del arco iris dello psicologo Grian), dentro al quale c'era un capitolo che parlava, appunto, dell'arcobaleno. «Ora contatta Giulio (il vero nome di Mogol) e digli di scrivere una canzone che io dedico a lui, che parli dell'arcobaleno», sarebbe stata la richiesta finale del defunto Battisti.
A questo episodio se ne aggiunse un altro: Giulio Caporaso, direttore di Firma (la rivista mensile del Diner's Club Italia), dichiarò che, dopo aver assistito al concerto organizzato in tributo a Battisti l'11 settembre 1998 in piazza del Campidoglio a Roma, sognò il cantante che, tra le altre cose, gli parlava di arcobaleni. Caporaso inserì una lunga descrizione del sogno nel numero di ottobre 1998 di Firma, dedicandogli anche la copertina.
Contattato dalla medium ed informato dell'articolo di Firma, Mogol raccontò che inizialmente era scettico e non ne volle assolutamente sapere; si convinse a scrivere una canzone su questo tema solo dopo aver ascoltato la musica composta da Gianni Bella, che lo colpì particolarmente. Stando sempre alle dichiarazioni di Mogol, una settimana dopo si verificò un altro fatto misterioso (l'apparizione di un arcobaleno che terminava sul cofano della propria automobile in un viaggio in macchina sull'autostrada del Sole, all'altezza di Settebagni) che iniziò a fargli pensare che la storia raccontata dalla medium potesse essere vera, al punto che nel 2000 dichiarò di «non aver mai smesso di avvertire la presenza di Lucio» anche dopo la sua scomparsa.
Dopo la pubblicazione dell'album, la vicenda acquisì una grande notorietà mediatica e venne discussa più volte nel corso di varie trasmissioni televisive (Target, Eventi Pop, Tg2 Dossier L'altro Battisti e Le voci di Lucio).
Nel gennaio 2002, la stessa Guidelli ammise di essersi inventata tutto: non solo non era mai stata contattata da Battisti ma non era mai stata nemmeno una medium, a differenza di quanto affermato in precedenza. Alla richiesta del perché del suo gesto, la Guidelli rispose di averlo fatto «per dimostrare quanto al mondo si speculi sul paranormale e come la legge non tuteli i diritti di chi non c'è più. E per aiutare la gente a capire chi, tra i presunti amici di Lucio Battisti, lo fosse davvero e chi no». La sua, quindi, sarebbe stata una sorta di denuncia nei confronti dei suoi collaboratori o presunti tali che sfruttavano la sua immagine dopo la sua morte.
Mogol, dal canto suo, pur comparendo nei crediti del brano, dichiarò inizialmente di non essersi mai fatto influenzare dalle dichiarazioni della donna, ma in anni successivi, anche in seguito alla smentita, continuò a parlare di questi avvenimenti nel corso di diverse interviste senza far menzione della ritrattazione; la Guidelli ha avuto parole dure anche per lui, affermando che "il suo comportamento si commenta da solo", evidentemente accusando Mogol di aver comunque cavalcato l'onda mediatica del caso fingendo uno scetticismo iniziale.